# 10. Gardearmee (Rote Armee)
Die 10. Gardearmee (russisch 10-я гвардейская армия) war ein Großverband der Roten Armee im Zweiten Weltkrieg, der 1943 im Raum Smolensk, 1944 an der Welikaja und in Lettland, sowie bis Kriegsende 1945 in Kurland eingesetzt wurde.

## Geschichte

### 1943
Die 10. Gardearmee wurde am 1. Mai 1943 auf Anweisung der Stawka vom 16. April durch Umbenennung des Oberkommandos der im Raum südwestlich von Wjasma eingesetzten 30. Armee an der Westfront aufgestellt. Die Armee umfasste sieben Divisionen, die in drei Korps organisiert waren:
- 7. Garde-Schützenkorps (3. Garde-mot. Schützendivision, 29. Garde-Schützendivision)
- 15. Garde-Schützenkorps (30. und 85. Garde-Schützendivision)
- 19. Garde-Schützenkorps (22., 56. und 65. Garde-Schützendivision)

Im August 1943 nahm die Armee während der Smolensker-Operation im Raum Spas-Demensk und der Stadt Jelnja an der Spas-Demensker Operation (7. – 20. August 1943) und der Jelnja-Dorogobuscher Operation (28. August – 6. September 1943) teil.
Die Angriffsrichtung erfolgte auf Smolensk und Orscha.
Anfang Dezember 1943 wurde die 10. Gardearmee in den Raum Welikije Luki verlegt und am 9. Dezember der 2. Baltischen Front überstellt.

### 1944
Armeegliederung im Januar 1944
- 7. Garde-Schützenkorps, Generalmajor Michail Alexandrowitsch Sijasow, ab 18. Februar Generalmajor Bogdan Konstantinowitsch Koltschigin, ab 29. Februar Generalmajor Wladimir Leobowitsch Letlin (207., 208. und 312. Schützen-Division)
- 15. Garde-Schützenkorps, Generalmajor Nikifor Gordejewitsch Choruschenko (29., 30. und 85. Garde-Schützen-Division)
- 19. Garde-Schützenkorps, Generalmajor Wladimir Afanasjewitsch Tschistow, ab 17. Februar Michail Fomitsch Bukschtinowitsch (22., 56. und 65. Garde-Schützen-Division)

Von Januar bis Juni 1944 kämpften die unterstellten Verbände bei Idriza, Novosokolniki und Pustoschka und errichteten einen Brückenkopf am Welikaja-Fluss im Gebiet der Puschkin-Höhen. Im Juli und August 1944 nahmen die Truppen an der Reschitsa-Dünaburger- und der Madona-Operation teil. Nachdem in der Folge die deutsche Verteidigung durchbrochen war, überquerten die Armeetruppen den Fluss Welikaja, die Grenze nach Lettland, und befreiten am 15. Juli die Stadt Opotschka, einschließlich der Stadt Reschitsa – am 27. Juli und Madona – am 13. August.
Während der Rigaer Operation befreiten Armeetruppen am 8. Oktober die Stadt Ogre, die Truppen der 10. Gardearmee nahmen in Zusammenarbeit mit den Truppen der Armeen der 2. und 3. Baltischen Front vom 13. bis 15. Oktober an der Befreiung der lettischen Hauptstadt Riga teil.

### 1945
Als Teil der 2. Baltischen Front (General M. M. Popow, später A. I. Jeremenko) beteiligten sich Armeeformationen an der Blockierung der Heeresgruppe Kurland.
Armeegliederung im Januar 1945
- 7. Garde-Schützenkorps, Generalmajor Andrei Danilowitsch Kuleschow mit 7. und 8. Garde-Schützen-Division
- 15. Garde-Schützenkorps, Generalleutnant Michail Alexandrowitsch Isajew mit 29., 30. und 85. Garde-Schützen-Division
- 19. Garde-Schützenkorps, Generalleutnant Iwan Wladimirowitsch Gribow mit 22., 56. und 65. Garde-Schützen-Division

Seit dem 1. April 1945 war die Armee Teil der Kurlandgruppe der Leningrader Front (Armeegeneral Leonid Goworow).
Armeegliederung Oktober 1945:
- 7. Garde-Schützenkorps (Haapsalu)
- 15. Garde-Schützenkorps(Rakvere)
- 19. Garde-Schützenkorps (Valga)
- 41. Garde-Schützenkorps (Tartu)

Im Juni 1946 wurden die Generalkommandos des 15. und 41. Garde-Schützenkorps aufgelöst, im
April 1947 wurde das 7. Garde-Schützenkorps, zwei Monate später auch 19. Garde-Schützenkorps aufgelöst, die Divisionen wurden nun direkt vom Armeeoberkommando geführt.
Am 30. März 1948 folgte die Auflösung der 10. Gardearmee, der Kommandostab wurde für die Führung des 4. Garde-Schützenkorps verwendet.

## Führung
Oberbefehlshaber
- Generalleutnant Wladimir Jakowlewitsch Kolpaktschi (17. April – 13. Mai 1943)
- Generalmajor Wladimir Afanasjewitsch Tschistow (14. – 21. Mai 1943)
- Generalleutnant Kusma Petrowitsch Trubnikow (22. Mai – 10. September 1943)
- Generalleutnant Alexander Wassiljewitsch Suchomlin (11. September 1943 – 20. Januar 1944)
- Generalleutnant Michail Iljitsch Kasakow (21. Januar 1944 – August 1946)
- Generaloberst Wassili Stepanowitsch Popow (August 1946 – 12. Mai 1947)
- Generaloberst Iwan Iljitsch Ljudnikow (November 1947 – 30. März 1948)

Stabschefs
- Generalmajor Lev Borissowitsch Sosedow (17. April – 21. August 1943)
- Generalleutnant Alexander Wassiljewitsch Suchomlin (21. August – 10. September 1943)
- Generalmajor Michail Alexandrowitsch Smirnow (10. September 1943 – 20. Januar 1944)
- Generalmajor Nikolai Pawlowitsch Sidelnikow (20. Januar 1944 – 4. April 1945)
- Generalmajor Alexander Semjonowitsch Zwetkow (4. April 1945 – 1. August 1945)

Mitglieder des Kriegsrates
- Generalmajor Jakow Alexsejewitsch Doronin (1. Mai – 17. November 1943)
- Oberst Valentin Wladimirowitsch Molchanow (1. Mai – 10. November 1943)
- Generalmajor Pavel Fedorowitsch Iwanow (17. November 1943 – 9. Mai 1945)
- Oberst Fjodor Grigorjewitsch Tkachenko (17. November 1943 – 9. Mai 1945)

## Zeitweilig unterstellte Großverbände
7. Garde-Schützenkorps
- 7. Garde-Schützendivision
- 8. Garde-Schützendivision
- 47. Schützendivision – März bis 2. April 1945
- 119. Garde-Schützendivision

14. Garde-Schützenkorps vom 21. bis 27. Januar 1945
- 43. Schützendivision
- 48. Schützendivision
- 288. Schützendivision

15. Garde-Schützenkorps
- 29. Garde-Schützendivision
- 30. Garde-Schützendivision
- 85. Garde-Schützendivision

19. Garde-Schützenkorps
- 22. Garde-Schützendivision
- 37. Schützendivision – August bis September 1944
- 56. Garde-Schützendivision
- 65. Garde-Schützendivision
- 198. Schützendivision – 22. April bis 18. Mai 1945
- 256. Schützendivision – Februar bis April 1945

22. Garde-Schützenkorps – von Februar bis März 1945
- 29. Schützendivision
- 46. Garde-Schützendivision
- 270. Schützendivision  – Februar bis März 1945

83. Schützenkorps – von Februar bis 8. April 1945
- 47. Schützendivision – ab 2. April 1945
- 119. Schützendivision
- 198. Schützendivision

84. Schützenkorps – März bis April 1945
- 16. litauische Schützendivision
- 47. Schützendivision – Februar bis März 1945
- 164. Schützendivision

110. Schützenkorps – von April bis Mai 1945
- 48. Schützendivision
- 168. Schützendivision – März bis April 1945
- 268. Schützendivision
- 37. Schützendivision – Juli bis September 1944
- 198. Schützendivision – Dezember 1944 bis Januar 1945